# Davide Nicola
Davide Nicola (Luserna San Giovanni, 5 marzo 1973) è un allenatore di calcio ed ex calciatore italiano, di ruolo difensore, tecnico della Cremonese.

## Biografia
Nato a Luserna San Giovanni, è però residente a Vigone. È sposato e ha cinque figli. Nel luglio 2014 il figlio Alessandro è morto in un incidente stradale, all'età di 14 anni, venendo investito da un autobus mentre andava in mountain bike.
Il 31 maggio 2017 l'amministrazione comunale di Crotone ha conferito a Davide Nicola la cittadinanza onoraria. 

## Carriera

### Giocatore
Ha difeso per lungo tempo i colori del Genoa, prima di esordire in Serie A con il Siena. Nell'unica stagione in massima serie disputa 15 partite, ricevendo un'ammonizione. Nei play-off della Serie B 2005-06 segna contro il Mantova, contribuendo al ritorno in A del Torino. Conta 401 presenze nel campionato cadetto, con 10 gol segnati.

### Allenatore
Consegue il patentino nel 2008, superando il corso FIGC per Allenatori Professionisti di 1ª Categoria UEFA PRO con la votazione di 110/110.

#### Lumezzane
Dal 2010 al 2012 guida il Lumezzane, che era stato il suo ultimo club da calciatore. Nella prima stagione, la squadra sfiora la qualificazione ai play-off di Lega Pro terminando il proprio girone al sesto posto. Soltanto un mese più tardi, Nicola ottiene l'abilitazione professionistica ufficiale.

#### Livorno
Nell'estate dello stesso anno, sale di categoria, in Serie B, per legarsi al Livorno, reduce da un'annata deludente (i play-out vennero evitati solo all'ultima giornata) e piagata dalla tragedia di Piermario Morosini. Al primo anno alla guida degli amaranto, Nicola li riporta in Serie A dopo tre stagioni, concludendo al terzo posto il campionato e vincendo le partite dei play-off contro Brescia (in semifinale) ed Empoli (nella doppia finale). Nel gennaio 2014, con i labronici ultimi in classifica nel massimo torneo a quota 13 punti, viene esonerato. Richiamato per l'ultimo mese di campionato, non riesce però ad evitare la retrocessione, perdendo le ultime 4 partite.

#### Bari
Il 16 novembre 2014, il Bari lo chiama in sostituzione di Devis Mangia, in serie B. Sotto la sua gestione, i biancorossi finiscono il campionato al decimo posto con 5 punti di distacco dalla zona play-off. Nel torneo 2015-16 dopo aver iniziato bene con sole 2 sconfitte nelle prime 16 partite, delle ultime 5 partite del girone d'andata ne perde 4; la società pugliese lo solleva dall'incarico negli ultimi giorni del 2015 dopo la sconfitta per 1-0 in casa del Trapani alla 21ª e ultima giornata del girone d'andata. Lascia i biancorossi a 35 punti, il secondo score mai realizzato dal club in un girone d'andata tra il 1985 e il 2015, dopo quello segnato da Antonio Conte che nel 2008-2009 aveva raggiunto quota 37 punti.

#### Crotone
Dopo sei mesi di inattività, è ingaggiato dal Crotone neopromosso per la prima volta in Serie A, rimpiazzando Ivan Jurić. Il 21 agosto 2016 guida i pitagorici nell'esordio in A, rimediando una sconfitta dal Bologna. Nella prima parte di campionato ottiene 9 punti (con 2 vittorie e 3 pareggi) con la squadra che si ritrova in ultima posizione. Nella fase di ritorno ne totalizza invece 25, di cui 20 tra aprile e maggio. La rimonta dei calabresi vale la salvezza, conquistata all'ultima giornata dopo una vittoria per 3-1 contro la Lazio a scapito dell'Empoli che contemporaneamente perde 2-1 contro il Palermo già retrocesso.
Dopo aver conseguito la salvezza, mantiene la promessa sportiva formulata durante l'intervista resa nel pre-partita di Crotone-Inter (2-1) e torna a Vigone (TO) in bici, partendo dalla Calabria e percorrendo oltre 1300 km in nove giorni. L'iniziativa - patrocinata da AIFVS e FIAB e seguita in esclusiva da SKY Sport e La Gazzetta dello Sport - tocca tutte le principali città dove Davide Nicola ha giocato o allenato, tra cui Bari, Pescara, Ancona, Livorno, La Spezia, Genova e Torino (dov'è stato accolto da centinaia di persone).
Nella stagione successiva, nonostante un miglior avvio in campionato, si dimette a dicembre con la squadra al 15º posto, in zona salvezza.

#### Udinese
Il 13 novembre 2018 sostituisce l'esonerato Julio Velázquez sulla panchina dell'Udinese, terzultima in Serie A con 9 punti dopo 12 giornate. Il 24 novembre, al debutto, vince contro la Roma per 1-0. In 15 partite conquista 16 punti, frutto di 4 vittorie e 4 pareggi, non riuscendo a staccarsi dalla zona retrocessione, nonostante due vittorie consecutive negli scontri diretti con Chievo (1-0) e Bologna (2-1). Il 20 marzo 2019, dopo le sconfitte in trasferta contro Juventus (4-1) e Napoli (4-2), rispettivamente prima e seconda in classifica, viene esonerato con la squadra virtualmente salva, ad un punto sopra il terzultimo posto e con una gara ancora da recuperare contro la Lazio.

#### Genoa
Il 28 dicembre 2019 viene nominato nuovo tecnico del Genoa, club con il quale si è formato calcisticamente, in sostituzione dell'esonerato Thiago Motta, che aveva lasciato la squadra all’ultimo posto in classifica, con soli 11 punti ottenuti in 17 giornate. Il 5 gennaio 2020 al debutto vince per 2-1 contro il Sassuolo, mentre quattro giorni dopo viene eliminato agli ottavi di Coppa Italia dal Torino ai rigori (dopo l'1-1 dei tempi regolamentari).
Il 2 agosto, all’ultima giornata di campionato, ottiene la salvezza con i rossoblù grazie alla vittoria per 3-0 contro il Verona; ha raccolto 28 punti in 21 partite (8 vittorie, 4 pareggi e 9 sconfitte) arrivando a 39 punti, 4 in più del Lecce retrocesso. Nonostante l'ottenimento della salvezza, il 26 agosto viene sollevato dall'incarico insieme al suo staff.

#### Torino
Il 19 gennaio 2021 viene nominato nuovo allenatore del Torino, subentrando all'esonerato Marco Giampaolo. Inizia il suo nuovo incarico a cavallo fra la fine del girone di andata e l'inizio del girone di ritorno della Serie A, con i piemontesi terzultimi ad appena 13 punti.
Pur non ottenendo vittorie, nelle sue prime tre partite alla guida dei granata la squadra si rende protagonista di altrettanti pareggi consecutivi in rimonta, contro Benevento (2-2), Fiorentina (1-1) e Atalanta (3-3). La prima vittoria arriva poi il 19 febbraio contro il Cagliari. Il 18 maggio il Torino si salva pareggiando per 0-0 il recupero con la Lazio avendo così un distacco di quattro punti dal Benevento terzultimo a una giornata dal termine e con lo scontro diretto con i campani che non sarà più decisivo ai fini della salvezza. Termina quindi il campionato al quartultimo posto con 37 punti avendo messo insieme 24 punti in 20 partite (5 vittorie, 9 pareggi e 6 sconfitte) non venendo però confermato a fine stagione.

#### Salernitana
Il 15 febbraio 2022 viene ingaggiato dalla Salernitana, ultima in Serie A con 13 punti dopo 23 giornate, sostituendo l'esonerato Stefano Colantuono; sceglie come vice Manuele Cacicia. Esordisce sulla panchina campana il 19 febbraio, guidando la squadra a un pareggio per 2-2 nella gara interna contro il Milan. Anche grazie agli altri cinque pareggi e alle quattro vittorie ottenute nel resto del campionato, il 22 maggio Nicola ottiene la salvezza della Salernitana all'ultima giornata nonostante la sconfitta in casa per 4-0 contro l'Udinese, complice il pareggio per 0-0 del Cagliari (terzultimo) in casa del Venezia; al suo arrivo, la squadra campana era a meno otto dalla zona salvezza, mentre il tecnico è riuscito a mettere insieme 18 punti in 15 partite. In seguito all'esito positivo del suo incarico, a fine stagione Nicola viene confermato in panchina dalla società granata.
Nella successiva stagione, dopo un inizio sostanzialmente positivo viene esonerato il 16 gennaio 2023, dopo la sconfitta per 8-2 conseguita il giorno prima contro l'Atalanta sul campo dei bergamaschi. Il tecnico torinese aveva raccolto solo due punti nelle precedenti sei giornate, lasciando la squadra al sedicesimo posto, nove punti sopra la zona retrocessione. Viene poi richiamato alla guida della squadra il successivo 18 gennaio dopo essersi confrontato con il presidente Danilo Iervolino. Il 27 gennaio la Salernitana torna alla vittoria dopo quasi tre mesi battendo il Lecce per 1-2. Tuttavia il 15 febbraio, dopo altre due sconfitte e con la squadra quintultima con 21 punti raccolti in 22 partite a quattro punti dalla zona retrocessione, viene esonerato definitivamente dalla società campana, la quale lo sostituisce con il portoghese Paulo Sousa.

#### Empoli
Il 15 gennaio 2024 viene nominato nuovo tecnico dell'Empoli, penultimo in campionato con 13 punti, in sostituzione dell'esonerato Aurelio Andreazzoli; firma un contratto con opzione di rinnovo in caso di salvezza. Esordisce sulla panchina toscana il 21 gennaio successivo vincendo in casa per 3-0 contro il Monza. Dopo tre vittorie e altrettanti pareggi, che ne fanno il miglior debuttante tra gli allenatori del club, il 3 marzo arriva la prima sconfitta contro il Cagliari per 0-1. Riesce a centrare l'obiettivo e mantenere la categoria all’ultima giornata con 36 punti battendo la Roma nei minuti di recupero per 2-1 e scavalcando di un punto il Frosinone terzultimo. A fine stagione, scatta l'opzione per il rinnovo automatico; tuttavia, il 5 luglio 2024, il tecnico risolve il contratto con il club toscano, venendo quindi sostituito da Roberto D'Aversa.

#### Cagliari
Subito dopo la risoluzione del contratto con l'Empoli, il 5 luglio 2024 viene ufficializzato il suo ingaggio da parte del Cagliari, sempre in Serie A. Il 18 maggio 2025 con la vittoria per 3-0 sul Venezia ottiene la salvezza (la sesta in otto anni) con un turno d’anticipo. Termina il campionato al 15º posto con 36 punti, ma, pur avendo altri due anni di contratto, il club rossoblù decide di non confermarlo.

#### Cremonese
Il 2 luglio 2025 viene annunciato il suo passaggio ufficiale come allenatore alla Cremonese

## Statistiche

### Presenze e reti nei club
| Stagione         | Squadra          | Campionato       | Campionato | Campionato | Coppe nazionali | Coppe nazionali | Coppe nazionali | Coppe continentali | Coppe continentali | Coppe continentali | Altre coppe | Altre coppe | Altre coppe | Totale | Totale |
| Stagione         | Squadra          | Comp             | Pres       | Reti       | Comp            | Pres            | Reti            | Comp               | Pres               | Reti               | Comp        | Pres        | Reti        | Pres   | Reti   |
| ---------------- | ---------------- | ---------------- | ---------- | ---------- | --------------- | --------------- | --------------- | ------------------ | ------------------ | ------------------ | ----------- | ----------- | ----------- | ------ | ------ |
| 1993-1994        | Fidelis Andria   | B                | 26         | 0          | CI              | 1               | 0               | -                  | -                  | -                  | -           | -           | -           | 27     | 0      |
| 1994-1995        | Ancona           | B                | 27         | 0          | CI              | 1               | 0               | -                  | -                  | -                  | -           | -           | -           | 28     | 0      |
| 1995-1996        | Genoa            | B                | 29         | 0          | CI              | 1               | 0               | -                  | -                  | -                  | CAI         | 1+          | 0+          | 31+    | 0+     |
| 1996-1997        | Genoa            | B                | 32         | 0          | CI              | 3               | 0               | -                  | -                  | -                  | -           | -           | -           | 35     | 0      |
| 1997-1998        | Genoa            | B                | 33         | 0          | CI              | 4               | 0               | -                  | -                  | -                  | -           | -           | -           | 37     | 0      |
| 1998-1999        | Pescara          | B                | 7          | 0          | CI              | 1               | 0               | -                  | -                  | -                  | -           | -           | -           | 8      | 0      |
| 1999-2000        | Genoa            | B                | 30         | 1          | CI              | 3               | 0               | -                  | -                  | -                  | -           | -           | -           | 33     | 0      |
| 2000-2001        | Genoa            | B                | 29         | 1          | CI              | 1               | 1               | -                  | -                  | -                  | -           | -           | -           | 30     | 2      |
| 2001-gen. 2002   | Genoa            | B                | 14         | 2          | CI              | 4               | 0               | -                  | -                  | -                  | -           | -           | -           | 18     | 2      |
| Totale Genoa     | Totale Genoa     | Totale Genoa     | 167        | 4          |                 | 16              | 1               |                    | -                  | -                  |             | 1+          | 0+          | 184+   | 5+     |
| gen. -giu. 2002  | Ternana          | B                | 17         | 1          | CI              | -               | -               | -                  | -                  | -                  | -           | -           | -           | 17     | 1      |
| 2002-2003        | Ternana          | B                | 37         | 2          | CI              | 4               | 0               | -                  | -                  | -                  | -           | -           | -           | 41     | 2      |
| 2003-2004        | Ternana          | B                | 40         | 2          | CI              | 1               | 0               | -                  | -                  | -                  | -           | -           | -           | 41     | 2      |
| Totale Ternana   | Totale Ternana   | Totale Ternana   | 94         | 5          |                 | 5               | 0               |                    | -                  | -                  |             | -           | -           | 99     | 5      |
| 2004-2005        | Siena            | A                | 15         | 0          | CI              | 3               | 0               | -                  | -                  | -                  | -           | -           | -           | 18     | 0      |
| 2005-2006        | Torino           | B                | 35+4       | 1+1        | -               | -               | -               | -                  | -                  | -                  | -           | -           | -           | 39     | 2      |
| 2006-2007        | Spezia           | B                | 28+2       | 0          | CI              | 1               | 0               | -                  | -                  | -                  | -           | -           | -           | 31     | 0      |
| 2007-2008        | Ravenna          | B                | 18         | 0          | CI              | 2               | 0               | -                  | -                  | -                  | -           | -           | -           | 20     | 0      |
| 2008-2009        | Lumezzane        | 1D               | 32         | 0          | CI+CI-LP        | 0+0             | 0               | -                  | -                  | -                  | -           | -           | -           | 32     | 0      |
| 2009-2010        | Lumezzane        | 1D               | 22         | 2          | CI+CI-LP        | 3+3+            | 0               | -                  | -                  | -                  | -           | -           | -           | 28+    | 2      |
| Totale Lumezzane | Totale Lumezzane | Totale Lumezzane | 54         | 2          |                 | 6+              | 0               |                    | -                  | -                  |             | -           | -           | 60+    | 2      |
| Totale carriera  | Totale carriera  | Totale carriera  | 371+6      | 12+1       |                 | 36+             | 1               |                    | -                  | -                  |             | 1+          | 0           | 414+   | 14     |

### Statistiche da allenatore
Statistiche aggiornate al 23 maggio 2025.
| Stagione            | Squadra            | Campionato         | Campionato | Campionato | Campionato | Campionato | Coppe nazionali | Coppe nazionali | Coppe nazionali | Coppe nazionali | Coppe nazionali | Coppe continentali | Coppe continentali | Coppe continentali | Coppe continentali | Coppe continentali | Altre coppe | Altre coppe | Altre coppe | Altre coppe | Altre coppe | Totale | Totale | Totale | Totale | % Vittorie | Piazzamento              |
| Stagione            | Squadra            | Comp               | G          | V          | N          | P          | Comp            | G               | V               | N               | P               | Comp               | G                  | V                  | N                  | P                  | Comp        | G           | V           | N           | P           | G      | V      | N      | P      | %          | Piazzamento              |
| ------------------- | ------------------ | ------------------ | ---------- | ---------- | ---------- | ---------- | --------------- | --------------- | --------------- | --------------- | --------------- | ------------------ | ------------------ | ------------------ | ------------------ | ------------------ | ----------- | ----------- | ----------- | ----------- | ----------- | ------ | ------ | ------ | ------ | ---------- | ------------------------ |
| 2010-2011           | Lumezzane          | 1D                 | 34         | 12         | 11         | 11         | CI+CI-LP        | 2+1             | 1+0             | 0+0             | 1+1             | -                  | -                  | -                  | -                  | -                  | -           | -           | -           | -           | -           | 37     | 13     | 11     | 13     | 35,14      | 6º                       |
| 2011-2012           | Lumezzane          | 1D                 | 34         | 12         | 7          | 15         | CI+CI-LP        | 2+4             | 1+2             | 0+2             | 1+0             | -                  | -                  | -                  | -                  | -                  | -           | -           | -           | -           | -           | 40     | 15     | 9      | 16     | 37,50      | 8º                       |
| Totale Lumezzane    | Totale Lumezzane   | Totale Lumezzane   | 68         | 24         | 18         | 26         |                 | 9               | 4               | 2               | 3               |                    | -                  | -                  | -                  | -                  |             | -           | -           | -           | -           | 77     | 28     | 20     | 29     | 36,36      |                          |
| 2012-2013           | Livorno            | B                  | 42+4       | 23+1       | 11+3       | 8+0        | CI              | 3               | 2               | 0               | 1               | -                  | -                  | -                  | -                  | -                  | -           | -           | -           | -           | -           | 49     | 26     | 14     | 9      | 53,06      | 3º (prom.)               |
| 2013-2014           | Livorno            | A                  | 23         | 3          | 4          | 16         | CI              | 1               | 0               | 0               | 1               | -                  | -                  | -                  | -                  | -                  | -           | -           | -           | -           | -           | 24     | 3      | 4      | 17     | 12,50      | Eson., Sub., 20º (retr.) |
| Totale Livorno      | Totale Livorno     | Totale Livorno     | 65+4       | 26+1       | 15+3       | 24+0       |                 | 4               | 2               | 0               | 2               |                    | -                  | -                  | -                  | -                  |             | -           | -           | -           | -           | 73     | 29     | 18     | 26     | 39,73      |                          |
| nov. 2014-2015      | Bari               | B                  | 28         | 10         | 8          | 10         | CI              | -               | -               | -               | -               | -                  | -                  | -                  | -                  | -                  | -           | -           | -           | -           | -           | 28     | 10     | 8      | 10     | 35,71      | Sub. 10º                 |
| lug.-dic. 2015      | Bari               | B                  | 21         | 10         | 5          | 6          | CI              | 1               | 0               | 0               | 1               | -                  | -                  | -                  | -                  | -                  | -           | -           | -           | -           | -           | 22     | 10     | 5      | 7      | 45,45      | Eson.                    |
| Totale Bari         | Totale Bari        | Totale Bari        | 49         | 20         | 13         | 16         |                 | 1               | 0               | 0               | 1               |                    | -                  | -                  | -                  | -                  |             | -           | -           | -           | -           | 50     | 20     | 13     | 17     | 40,00      |                          |
| 2016-2017           | Crotone            | A                  | 38         | 9          | 7          | 22         | CI              | 1               | 0               | 0               | 1               | -                  | -                  | -                  | -                  | -                  | -           | -           | -           | -           | -           | 39     | 9      | 7      | 23     | 23,08      | 17º                      |
| lug.-dic. 2017      | Crotone            | A                  | 15         | 3          | 3          | 9          | CI              | 2               | 1               | 0               | 1               | -                  | -                  | -                  | -                  | -                  | -           | -           | -           | -           | -           | 17     | 4      | 3      | 10     | 23,53      | Dimis.                   |
| Totale Crotone      | Totale Crotone     | Totale Crotone     | 53         | 12         | 10         | 31         |                 | 3               | 1               | 0               | 2               |                    | -                  | -                  | -                  | -                  |             | -           | -           | -           | -           | 56     | 13     | 10     | 33     | 23,21      |                          |
| nov. 2018-mar. 2019 | Udinese            | A                  | 15         | 4          | 4          | 7          | CI              | -               | -               | -               | -               | -                  | -                  | -                  | -                  | -                  | -           | -           | -           | -           | -           | 15     | 4      | 4      | 7      | 26,67      | Sub., Eson.              |
| dic. 2019-2020      | Genoa              | A                  | 21         | 8          | 4          | 9          | CI              | 1               | 0               | 1               | 0               | -                  | -                  | -                  | -                  | -                  | -           | -           | -           | -           | -           | 22     | 8      | 5      | 9      | 36,36      | Sub., 17º                |
| gen.-giu. 2021      | Torino             | A                  | 20         | 5          | 9          | 6          | CI              | -               | -               | -               | -               | -                  | -                  | -                  | -                  | -                  | -           | -           | -           | -           | -           | 20     | 5      | 9      | 6      | 25,00      | Sub., 17º                |
| feb.-giu. 2022      | Salernitana        | A                  | 15         | 4          | 6          | 5          | CI              | -               | -               | -               | -               | -                  | -                  | -                  | -                  | -                  | -           | -           | -           | -           | -           | 15     | 4      | 6      | 5      | 26,67      | Sub., 17º                |
| 2022-feb. 2023      | Salernitana        | A                  | 22         | 5          | 6          | 11         | CI              | 1               | 0               | 0               | 1               | -                  | -                  | -                  | -                  | -                  | -           | -           | -           | -           | -           | 23     | 5      | 6      | 12     | 21,74      | Eson.                    |
| Totale Salernitana  | Totale Salernitana | Totale Salernitana | 37         | 9          | 12         | 16         |                 | 1               | 0               | 0               | 1               |                    | -                  | -                  | -                  | -                  |             | -           | -           | -           | -           | 38     | 9      | 12     | 17     | 23,68      |                          |
| gen.-giu. 2024      | Empoli             | A                  | 18         | 6          | 5          | 7          | CI              | -               | -               | -               | -               | -                  | -                  | -                  | -                  | -                  | -           | -           | -           | -           | -           | 18     | 6      | 5      | 7      | 33,33      | Sub., 17º                |
| 2024-2025           | Cagliari           | A                  | 38         | 9          | 9          | 20         | CI              | 3               | 2               | 0               | 1               | -                  | -                  | -                  | -                  | -                  | -           | -           | -           | -           | -           | 41     | 11     | 9      | 21     | 26,83      | 15º                      |
| 2025-2026           | Cremonese          | A                  | 0          | 0          | 0          | 0          | CI              | 1               | 0               | 1               | 0               | -                  | -                  | -                  | -                  | -                  | -           | -           | -           | -           | -           | 1      | 0      | 1      | 0      | &0,00      |                          |
| Totale carriera     | Totale carriera    | Totale carriera    | 388        | 124        | 102        | 162        |                 | 23              | 9               | 4               | 10              |                    | -                  | -                  | -                  | -                  |             | -           | -           | -           | -           | 411    | 133    | 106    | 172    | 32,36      |                          |

## Palmarès

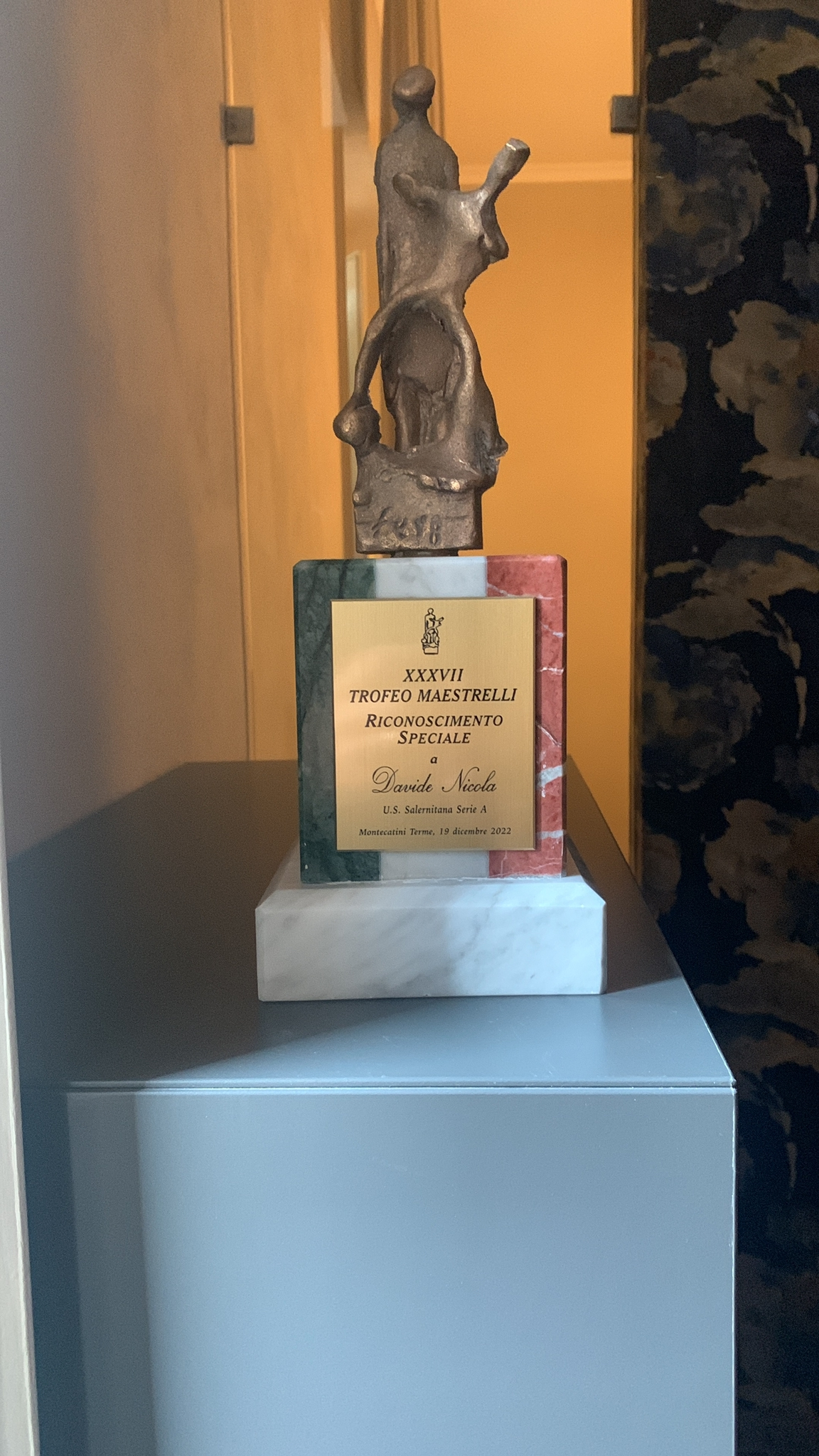
Il premio Maestrelli vinto nel 2022

### Giocatore

#### Club

##### Competizioni nazionali
- Coppa Italia Lega Pro: 1

Lumezzane: 2009-2010

##### Competizioni internazionali
- Coppa Anglo-Italiana: 1

Genoa: 1995-1996

### Allenatore

#### Individuale
- Premio Prisco: 1

2018
- Premio The Coach Experience di Panini: 1

2022
- Premio Scopigno-Pulici: 1

Miglior allenatore: 2022
- Premio Maestrelli: 1

Miglior allenatore: 2022
- Premio Timone d’Oro: 1

Miglior allenatore: 2024
- Premio Briglia d'Oro

Miglior allenatore: 2025